# Гуссейн Карнейл
Гуссейн Карнейл (швед. Hussein Carneil, дарі حسین کارنیل; нар. 9 травня 2003, Мазарі-Шариф, Афганістан) — шведський футболіст афганського походження, атакувальний півзахисник клубу «Гетеборг» та молодіжної збірної Швеції.

## Ігрова кар'єра

### Клубна
У 2019 році Гуссейн Карнейл вступив до футбольної академії клубу «Гетеборг». Починаючи з осені 2021 року футболіста почали залучати до тренувань з першою командою.
Свою першу гру в основі Карнейл провів у лютому 2022 року у матчі на Кубок країни. 15 березня Карнейл підписав з клубом професійний контракт до кінця 2025 року. А 17 квітня 2022 року півзахисник дебютував за клуб у матчах чемпіонату Швеції.

### Збірна
У листопаді 2022 року Гуссейн Карнейл дебютував у молодіжній збірній Швеції, коли вийшов на заміну у матчі проти данських однолітків.